# Андо Нобумаса
Андо Нобумаса (安藤 信正, 10. јануар 1819 – 20. новембар 1871) био је јапански самурај и даимјо касног Едо периода, који је владао области Ивакидаира. У влади Токугава шогуната био је роџу, активан у периоду убиства главног министра Ии Наосукеа. Андо је такође био мета покушаја убиства касније познат као Сакашитамон инцидент (Инцидент код капије Сакашита).
Године 1868, током Бошин рата, Нобумаса је као даимјо преузео вођство над владом области Ивакидаире, водећи њене трупе као део снага Северне алијансе.

## Инцидент код капије Сакашита
Године 1862, шест самураја из области Мито напали су и покушали да убију Анда испред Едо замка, код капије Сакашита. Озбиљно рањен Андо је једва преживео напад али је врло брзо наставио са радом у политици. Остало је забележено да је Рутерфорд Алкок, први британски дипломата који је живео у Јапану, био веома ипресиониран Андовом снагом и одлучношћу јер се након рањавања врло брзо појавио пред њим, показујући своје тело у завојима.